# Puciul (Star Trek: Generația următoare)
„Puciul” (titlu original: „Descent”) este al 26-lea episod din al șaselea sezon și primul episod din al șaptelea sezon al serialului TV american științifico-fantastic Star Trek: Generația următoare și al 152-lea și al 153-lea episod în total. A avut premiera la 21 iunie 1993 (partea I) și 20 septembrie 1993 (partea a II-a).
Episodul a fost regizat de Alexander Singer după un scenariu de René Echevarria și Ronald D. Moore bazat pe o poveste de Jeri Taylor. Stephen Hawking apare în rolul său, ca o versiune holografică a sa.

## Prezentare
Echipajul întâlnește un grup de drone borg care există ca indivizi, iar Data simte pentru scurt timp ce înseamnă să ai emoții. 
Grupul de drone borg este condus de către Lore. Data cade sub controlul acestuia atunci când i se transmit emoții negative. 

## Actori ocazionali
- John Neville - Isaac Newton
- Jim Norton - Albert Einstein
- Natalija Nogulich - Adm. Alynna Nechayev
- Brian Cousins - Crosis
- Stephen Hawking - Rolul său
- Richard Gilbert-Hill - Bosus
- Stephen James Carver - Tayar
- Jonathan Del Arco - Hugh
- Alex Datcher - Ens. Taitt
- James Horan as Lt. Barnaby
- Benito Martinez - Salazar
- Michael Reilly Burke - Goval